# Энфледа
Энфледа (др.-англ. Eanflæd, Enfleda, 19 апреля 626 — после 685) — принцесса Дейры и королева Нортумбрии, позже аббатиса влиятельного аббатства Уитби, Англия. Память — 24 ноября.
Она была дочерью короля Эдвина Нортумбрийского и Этельбурги, которая в свою очередь была дочерью короля Этельберта Кентского. В 642 году Энфледа стала второй женой короля Освиу Нортумбрийского. После смерти Освиу в 670 году она удалилась в аббатство Уитби, основанный Хильдой из Уитби. Энфледа стал аббатисой около 680 года и оставалась её до своей смерти. Монастырь имел сильное влияние на членов королевской семьи Нортумбрии и сыграл важную роль в укреплении римско-католической церкви в Англии.

## Биография

### Рождение, крещение, ссылка
Мать Энфледы воспитывалась как христианка, но её отец был язычником. Он оставался некрещёным, когда Энфледа родилась в ночь перед Пасхой 626 года в королевской резиденции на реке Дервент. Беда Достопочтенный писал, что ранее в день рождения Энфледы, посланный королём Уэссекса Квихельмом убийца покушался на жизнь Эдвина. Впоследствии Эдвин, поддавшись уговорам исповедника жены Паулина, согласился крестить дочь, если ему будет дарована победа над Квихельмом. Энфледа была крещена на праздник Пятидесятницы (8 июня 626 года) напряду с одиннадцатью другими членами королевской семьи.
Эдвин успешно выступил против Квихельма и принял новую веру в 627 году. Его правление закончилось в 633 году поражением и гибелью в битве при Мейкене. После гибели короля наступили неспокойные времена и Этельбурга вместе с епископом Паулином вернулась в Кент, где и выросла Энфледа под защитой своего дяди, короля Эдбальда Кентского.

### Возвращение, замужество
В 642 король Берниции Освиу, правивший на севере Нортумбрии, послал священника Утту в Кент, которым в то время правил двоюродный брат Энфледы, Эрконберт, с предложением брака. Освиу уже был женат на британской принцессе Риммельт и недавно стал королём после гибели брата Освальда в битве при Майс-Когви. Победивший в этой битве король Пенда Мерсийский доминировал в центральной Британии, и Освиу нуждался в поддержке. Брак с Энфледой обеспечил бы поддержку Кента и, возможно, Франкии, а дети Освиу и Энфледы могли бы претендовать на трон всей Нортумбрии. Точная дата брака неизвестна.
Если целью Освиу в браке с Энфледой было мирное принятие его правления в Дейре, план не увенчался успехом. К 644 году троюродный брат Энфледы Освин правил в Дейре. В 651 году Освин был убит одним из военачальников Освиу. Чтобы искупить убийство родственника жены, Освиу основал аббатство в Гиллинге, где были вознесены молитвы за обоих королей.

### Дети, покровительница Вильфрида, сторонница Рима
С разной степенью достоверности детьми Энфледы и Освиу были Эгфрит, Элфвин, Острита и Эльфледа. Запутанная история браков и связей Освиу затрудняет точное определение матери каждого из его детей. Кирби утверждает, что Элдфрит, Эльфрит и Эльхфледа не были её детьми.
Энфледа покровительствовала Вильфриду, который играл большую роль в политике Нортумбрии во времена правления Эгфрита, Элдфрита и Осреда, а также участвовал в политике других англосаксонских королевств седьмого века. Когда Вильфрид пожелал отправиться в паломничество в Рим, королева рекомендовала его своему двоюродному брату, королю Кента Эрконберту.

### Вдова, аббатиса, святая
Спустя несколько лет после смерти Освиу Энфледа ушла в монастырь в Уитби. Этот монастырь был тесно связан с королевской семьёй и многие её члены были там были похоронены. Несогласие в церкви Нортумбрии привели к тому, что в этом монастыре в 664 году состоялся синод Уитби, в ходе которого Освиу согласился урегулировать календарные споры о Пасхе, приняв римский метод датировки. Аббатство Уитби было одновременно и женским и мужским монастырём, в котором монахи и монахини жили в отдельных помещениях, однако вместе совершали церковные и религиозные обряды. После смерти своей родственницы и основательницы монастыря, Хильды, в 680 году Энфледа стал аббатисой совместно со своей дочерью Эльфледой. Она умерла во время правления своего пасынка, Элдфрита (685—704). В это время останки короля Эдвина были перезахоронены в Уитби.
Некоторые поздние источники отмечают день памяти Энфледы как 24 ноября. Наряду с Эдвином, Освиу, Хильдой, а затем и Эльфледой, она была похоронена в Уитби. Вильям Мальмсберийский считал, что её останки позже были перезахоронены в аббатстве Гластонбери, где в XII веке находился её памятник.